# Suurijärvi (sjö i Puumala, Södra Savolax, 61,46 N, 28,03 Ö)
Suurijärvi är en sjö i kommunen Puumala i landskapet Södra Savolax i Finland. Arean är 35 hektar och strandlinjen är 9,17 kilometer lång. Sjön  ingår i Vuoksens huvudavrinningsområde.   Den ligger omkring 47 kilometer sydöst om S:t Michel och omkring 220 kilometer nordöst om Helsingfors. 
Sjön ligger på ön Rokansaari i Lietvesi i Saimen. 